# Левый блок (Португалия)
Левый блок, ЛБ (порт. Bloco de Esquerda, порт. O Bloco) — португальская радикальная левая политическая партия, созданная в 1999 году. Ключевые фигуры Левого блока — Фернанду Розаш, Франсишку Лоусан, Мариза Матиаш, Катарина Мартинш, сёстры Жуана и Мариана Мортагуа.

## Создание
Левый блок изначально создавался как коалиция нескольких левых партий: троцкистской Революционной социалистической партии (возглавляемой Франсишку Лоусаном секции Воссоединённого Четвёртого интернационала, созданной в 1978 г. посредством объединения Интернационалистской коммунистической лиги и Революционной рабочей партии), бывшего маоистского Народного демократического союза (основанного в 1974 г. как фронт трёх марксистско-ленинских групп), Революционного фронта левых (основанного в 1983 г. как троцкистская организация) и небольшой левой организации «Политика XXI» (группы интеллектуалов еврокоммунистического толка, вышедших из Португальской коммунистической партии или состоявших в союзнике последней, Португальском демократическом движении). Крупнейшие учредители блока — РСП и НДС — сотрудничали ещё с 1980-х.
С тех пор блок к 2005 году преобразовался в единую полноценную партию, в которой на правах автономных «политических ассоциаций» продолжают существовать различные идеологические группы, имея некоторую самостоятельность. Из изначальных партий-составляющих Блока уцелел лишь Народный демократический союз; Революционная социалистическая партия самораспустилась в 2013 году, создав более широкую тенденцию «Социализм».

## История
На парламентских выборах 1999 года Левый блок набрал 2,4 % голосов и получил 2 места в Ассамблее Республики. На выборы 2002 года Блок шел под лозунгами проведения социальных реформ в области образования и здравоохранения, налоговой системы, административной сферы, политики борьбы с наркоманией и права на аборты, и получил 2,7 % голосов и 3 места. На выборах 2005 года партии удалось получить 6,4 % голосов и увеличить своё представительство в парламенте до 8 человек. На президентских выборах 2006 года лидер Блока Франсишку Лоусан получил поддержку 5,31 % избирателей. На парламентских выборах 2009 года количество голосов, поданных за Левый блок, возросло наполовину и достигло 9,81 % избирателей, что позволило избрать 16 депутатов от Блока.
Левый блок представлен во многих муниципальных органах власти Португалии. По итогам общеевропейских выборов 2009 года, на которых ЛБ получил 10,73 % голосов, став леворадикальным объединением с самым большим процентом голосов на выборах в Европарламент, Левый блок провёл 3 депутатов в Европейский парламент — Маризу Матиаш (член Четвёртого интернационала), Мигела Порташа (умер от рака лёгких в 2012 году) и Руя Тавареша (в 2011 году перешёл во фракцию «Зелёные — Европейский свободный альянс»).
Кроме того, на выборах 2009 года (в Европарламент и национальных) Блок впервые обошёл Коалицию демократического единства — избирательный альянс Португальской коммунистической партии и Партии зелёных, традиционно доминировавший на левом фланге португальской политики. На президентских выборах 2011 года ЛБ поддержал представителя левого крыла Социалистической партии Мануэла Алегре.
В 2014 году евродепутат от Левого блока Руй Тавареш возглавил отколовшуюся экосоциалистическую  партию LIVRE. Однако к выборам 2015 года Левый блок оправился от внутреннего кризиса и удвоил свой результат, получив 551 тысячу (10,2 %) голосов и 19 депутатов.
На парламентских выборах 2015 года Левый блок показал свой лучший результат (10,2 % и 19 депутатов) и вместе с коммунистами оказал парламентскую поддержку формированию правительства Социалистической партии.
На президентских выборах 2016 года сильно выступила выдвиженка Левого блока, социолог и троцкистская активистка Мариза Матиаш, которую за её заслуги в развитии европейской сети здравоохранения и борьбы с заболеваниями единственной из числа членов левой группы Европарламента выбирали «евродепутатом года». Она заняла третье место с 10,1 % голосов, что стало лучшим показателем женщины-кандидата в президенты Португалии в истории.
По результатам внеочередных парламентских выборов 10 марта 2024 года Левый блок получил 4,36 % голосов и сохранил своё парламентское представительство на том же уровне, что и по итогам предыдущих выборов: 8 депутатских мандатов.

## Деятельность
В Ассамблее Республики Левый блок является инициатором законопроектов по защите прав трудящихся, гражданских прав и свобод, живой природы, а также по противодействию расизму, ксенофобии, гомофобии и другим формам дискриминации, многие из которых были приняты при поддержке Компартии и Соцпартии. В частности, Блок подал первый в Португалии закон против домашнего насилия. Половина членов парламента от Левого блока — женщины.
Руководство ЛБ — Национальный комитет из 80 человек — избирается на ежегодной конференции и собирается каждые два месяца. Из числа бывших сокоординаторов Левого блока экономист Франсишку Лоуса, например, был выходцем из РСП, Мигел Порташ — из «Политики ХХІ», а молодая активистка Жуана Мортага представляла НДС. В 2012 году спикеры-координаторы Левого блока были переизбраны, и ими по гендерно сбалансированной схеме стали врач Жуан Семеду и театральная актриса Катарина Мартинш. С конца 2014 года оперативное коллективное руководство осуществляет постоянный комитет по 6 человек во главе с Катариной Мартинш, оставшейся единственной председательницей партии.
Левый блок является одним из основателей общеевропейского объединения «Европейские антикапиталистические левые» и участвует в работе «Европейских левых». Пользуется поддержкой, в основном, в университетской и профсоюзной среде.